# Гропо Сан Сиро (Парма)
Гропо Сан Сиро је насеље у Италији у округу Парма, региону Емилија-Ромања.
Према процени из 2011. у насељу је живело 14 становника. Насеље се налази на надморској висини од 601 м.